# ألف جورج
ألف جورج (بالإنجليزية: Alf George)‏ هو لاعب كرة قدم أسترالية أسترالي، ولد في 7 سبتمبر 1884 في Mount Egerton, Victoria ‏ في أستراليا، وتوفي في 28 أبريل 1946 في ملبورن في أستراليا.

## وصلات خارجية
- ألف جورج على موقع AustralianFootball.com (الإنجليزية)
- ألف جورج على موقع AFLtables.com (الإنجليزية)